# ليسيتشوفو

ليسيتشوفو هي قرية تقع في مقاطعة بازارجيك، بلغاريا. تقام في القرية مهرجان كوكري سنوي.